# 洪鍾
洪鍾（1443年—1523年），字宣之，號兩峰居士，浙江杭州府錢塘縣西溪（今餘杭區五常街道）人，明朝政治人物。

## 生平
成化四年（1468年）戊子科浙江鄉試第十七名舉人，十一年（1475年）中式乙未科會試第一百二十五名，二甲第三名進士。授刑部主事，升員外郎、郎中，弘治二年（1489年）三月出為江西按察司副使，六年（1493年）三月升四川按察使，九年（1496年）二月升江西右布政使，十年（1497年）二月升福建左布政使。
成化十一年（1498年）四月任都察院右副都御史、巡撫順天，十七年（1504年）八月改巡撫貴州，正德元年（1506年）五月改總督漕運兼巡撫鳳陽，二年（1507年）五月任南京都察院右都御史，掌南京都察院事，八月升南京刑部尚書，三年（1508年）十二月改工部尚書，四年（1509年）正月改刑部尚書，十一月加太子少保兼都察院左都御史，掌都察院事。同年十二月保寧府人藍廷瑞、鄢本恕與廖惠等僭稱王號，五年（1510年）三月以刑部尚書總督四川、陝西、湖廣、河南四省軍務，會同四川巡撫林俊鎮壓，六年（1511年）六月聯繫彭世麟邀請藍廷瑞、鄢本恕等二十八人到營中赴宴，設伏逮捕眾人，以功加太子太保，七年（1512年）致仕歸里。嘉靖二年（1523年）卒於家，贈太保，諡襄惠，明世宗三次遣使者諭祭，賜葬於錢塘縣西溪之東穆塢。墓誌銘為王守仁撰，吏部左侍郎董玘篆額。王守仁並撰有《祭洪襄惠公文》。

## 家族
曾祖洪榮甫；祖父洪有恒；父洪薪。子洪澄、洪濤。《清平山堂話本》的編刻者洪楩為洪澄之子。

## 延伸阅读
[在维基数据编辑]
 《國朝獻徵錄·卷之四十四》，出自焦竑《國朝獻徵錄》
 《明史卷一百八十七》，出自《明史》